# Bjarnarfjall
Bjarnarfjall är ett berg i republiken Island. Det ligger i regionen Norðurland eystra, 280 km nordost om huvudstaden Reykjavík. Toppen på Bjarnarfjall är 737 meter över havet.
Trakten runt Bjarnarfjall är nära nog obefolkad, med mindre än två invånare per kvadratkilometer. Det finns inga samhällen i närheten. Trakten runt Bjarnarfjall är permanent täckt av is och snö.